# سامبا کانوته
سامبا کانوته (انگلیسی: Samba Kanoute; ۳۰ ژوئیهٔ ۱۹۹۱ – ) بازیکن فوتبال اهل فرانسه بود.
از باشگاه‌هایی که در آن بازی کرده‌است می‌توان به باشگاه فوتبال هرفورد یونایتد اشاره کرد.